# Cynthia Eller
Cynthia Lorraine Eller (geboren 1958) ist eine amerikanische Philosophin und Religionswissenschaftlerin. Sie lehrt als Professorin an der privaten Claremont Graduate University in Kalifornien. Ihre Schwerpunkte in Forschung und Publikationen sind Frauen und Religion und neue religiöse Bewegungen in Nordamerika, insbesondere feministische Spiritualität.

## Leben
Nach ihrem Studium der Philosophie und Sozialethik promovierte Cynthia Eller 1988 an der University of Southern California mit der Dissertation Conscientious Objectors and the Second World War: Moral and Religious Arguments in Support of Pacifism. (Kriegsdienstverweigerung und Zweiter Weltkrieg: Moralische und religiöse Argumente zur Unterstützung des Pazifismus). Sie lehrte in Princeton, am Theologischen Seminar in Bethany, an der Yale Divinity School der Yale University und ab 2013 als Associate Professor für Philosophie und Religion an der Montclair State University, bevor sie 2016 eine Professur an der School of Religion der Claremont Graduate University annahm. Seit 2016 fungiert sie außerdem als Chefredakteurin der wissenschaftlichen Zeitschrift Journal of the American Academy of Religion (JAAR).
Ihr 1993 in erster Auflage erschienenes Buch Living In The Lap Of Goddess gilt als erste umfassende Studie der feministischen spirituellen Bewegung in den USA.

## Schriften
- Conscientious Objectors and the Second World War: Moral and Religious Arguments in Support of Pacifism. Praeger Publishing, Kalifornien 1991, ISBN 978-0-275-93805-5
- Living In The Lap Of Goddess. The Feminist Spirituality Movement in America. Erste Auflage, Crossroad, New York 1993, ISBN 0-8245-1245-6
- The Myth of Matriarchal Prehistory – Why an Invented Past Won’t Give Women a Future. Beacon Press, Boston 2000, ISBN 978-0-8245-1245-3
- Gentlemen and Amazons. The Myth of Matriarchal Prehistory, 1861–1900. University of California Press, 2011, ISBN 978-0-520-26676-6  (JSTOR)
- Am I A Woman? A Skeptic’s Guide to Gender Beacon Press, Boston 2018, ISBN 978-0-8070-7509-8